# 计佑铭

計佑銘於2010年5月與中華海外聯誼會常務理事、燕山紅文化集團董事長鄭桂蘭聚會的留影

计佑铭（1939年—2018年3月13日），汉族，中华人民共和国政治人物、第十一届全国政协委员。志成國際集團有限公司創辦人。

## 生平
生於湖北省武汉市汉阳区。1978年來港定居，白手起家創辦志成國際集團有限公司，其中轄下電器製品廠每年生產的電髮剪，佔世界總銷量的四分之一以上，被譽為「電剪大王」。
計佑銘亦積極投入愛國愛港事業，回歸前曾任新華社香港分社香港地區事務顧問、特區籌委會委員、推委會委員，回歸後獲委任為全國政協委員。
担任十一届全国政协文史和学习委员会副主任。2008年，当选第十一届全国政协委员，代表特邀香港人士，分入第五十三组。并担任文史和学习委员会副主任。
2018年3月13日病逝，享壽81歲。

## 纪念
华中师范大学有「佑铭体育馆」，因计佑铭捐资兴建而以其命名，以表纪念。